# Placówka Straży Granicznej I linii „Łagiewniki”
Placówka Straży Granicznej I linii „Łagiewniki” – jednostka organizacyjna Straży Granicznej pełniąca służbę ochronną na granicy polsko-niemieckiej w okresie międzywojennym.

## Formowanie i zmiany organizacyjne
Na wniosek Ministerstwa Skarbu, uchwałą z 10 marca 1920 roku, powołano do życia Straż Celną. Od połowy 1921 roku jednostki Straży Celnej rozpoczęły przejmowanie odcinków granicy od pododdziałów Batalionów Celnych. Proces tworzenia Straży Celnej trwał do końca 1922 roku. Placówka Straży Celnej „Łagiewniki” weszła w podporządkowanie komisariatu Straży Celnej „Królewska Huta” z Inspektoratu SC „Tarnowskie Góry”.
Rozporządzeniem Prezydenta Rzeczypospolitej Polskiej Ignacego Mościckiego z 22 marca 1928 roku, do ochrony północnej, zachodniej i południowej granicy państwa, a w szczególności do ich ochrony celnej, powoływano z dniem 2 kwietnia 1928 roku  Straż Graniczną.
Rozkazem nr 4 z 30 kwietnia 1928 roku w sprawie organizacji Śląskiego Inspektoratu Okręgowego dowódca Straży Granicznej gen. bryg. Stefan Pasławski określił strukturę organizacyjną komisariatu SG „Lipiny”. Placówka Straży Granicznej I linii „Łagiewniki” znalazła się w jego strukturze.

## Służba graniczna
Sąsiednie placówki:
- placówka Straży Granicznej I linii „Brzeziny” ⇔ placówka Straży Granicznej I linii „Orzegów” − 1928[6]

## Kierownicy/dowódcy placówki
| stopień            | imię i nazwisko       | okres pełnienia służby   | kolejne stanowisko                  |
| ------------------ | --------------------- | ------------------------ | ----------------------------------- |
| przodownik         | Michał Maciołek       | 1928 – 30 XI 1928        | zwolniony                           |
| przodownik         | Konstanty Król        | 19 II 1929 – 11 III 1930 | do Maz. IO                          |
| starszy przewodnik | Leon Nowicki          | 11 III 1930 – 24 IX 1930 | kierownik placówki „Królewska Huta” |
| przewodnik         | Józef Skórka          | 24 IX 1930 – 1 XII 1930  | do dyspozycji                       |
| przewodnik         | Józef Glanca          | 1 XII 1930 – 16 X 1932   |                                     |
| przewodnik         | Józef Marciniak       | 16 X 1932 – 20 XI 1933   | kierownik placówki „Przyszowice”    |
| przewodnik         | Jan Łączewny          | 20 XI 1933 – 23 III 1935 | kierownik placówki „Ruda”           |
| strażnik           | Bolesław Strzelecki   | p.o. 15 I 1934 –         |                                     |
| starszy strażnik   | Wilhelm Krebs         | 23 III 1935 –            |                                     |
| przodownik         | Konstanty Kurzyjamski | był XI 1937 –            |                                     |